# Grotta del Colombo
La grotta del Colombo è un sito archeologico preistorico lungo la strada che porta a Sano di Mori, in provincia di Trento. Si trova ai piedi del Monte Giovo, su una propaggine localmente nota come Doss Castion, lungo il margine meridionale del rio Cameras. Per raggiungere la grotta si deve oltrepassare il sottopassaggio della circonvallazione di Mori Vecchio verso Sano per circa 50 metri, parcheggiare sulla sinistra dove si trova una piazzola di sosta e proseguire a piedi per circa 2 minuti. Il percorso per arrivare alla grotta è posto in salita, ampio accumulo detritico che ricorda le alluvioni di fondovalle che portarono Sano a diventare una palude.

## Gli scavi
Nel corso degli anni sono stati eseguiti due scavi: uno nel 1881 da Paolo Orsi, e l'altro dal Museo civico di Rovereto nel 1970. Entrambi i sondaggi sono stati eseguiti alla base del dosso di Castel Corte, sul quale sono stati raccolti reperti in superficie che allargherebbero l'area indiziata di frequentazione del sito. Il sito ha restituito reperti databili all'età del Bronzo Antico (2200-1650 a.C.) costituiti perlopiù da frammenti ceramici, ossa lavorate e strumenti in pietra. La tipologia dei manufatti e le evidenze archeologiche lasciano ipotizzare che siamo in presenza dei resti di un insediamento con un'area sepolcrale/rituale posta all'interno di una piccola grotta. I reperti sono ora esposti presso il Museo della Città a Rovereto (una delle due sedi della Fondazione Museo Civico di Rovereto).
Nel territorio sottostante di Sano si possono trovare altre tracce che indicano la storia di questo paesino. Per prima cosa è la frazione più piccola di Mori ed è posta su un'altura che la separa dal paese, per cui Sano ha sempre tenuto una certa individualità territoriale e di paese.
Il nome Sano deriva dagli avvenimenti che hanno costretto le persone che vivevano a nord-ovest del rio Cameras a trasferirsi sulla collina. In principio le famiglie abitavano nella pianura sottostante, dove ora si possono trovare le campagne. Il luogo però era molto paludoso e malsano, forse dovuto ad uno straripamento del rio, proprio per questo le famiglie si sono salvate spostandosi sull'altura e da qui deriva il nome Sano. Tuttora si possono trovare nella pianura mulini castrobarcensi, abitazioni e inoltre i ruderi dell'antica chiesa dedicata a San Zeno. Anche sopra la frazione di Sano vi sono masi tuttora abitati.